# Jean Poton de Xaintrailles

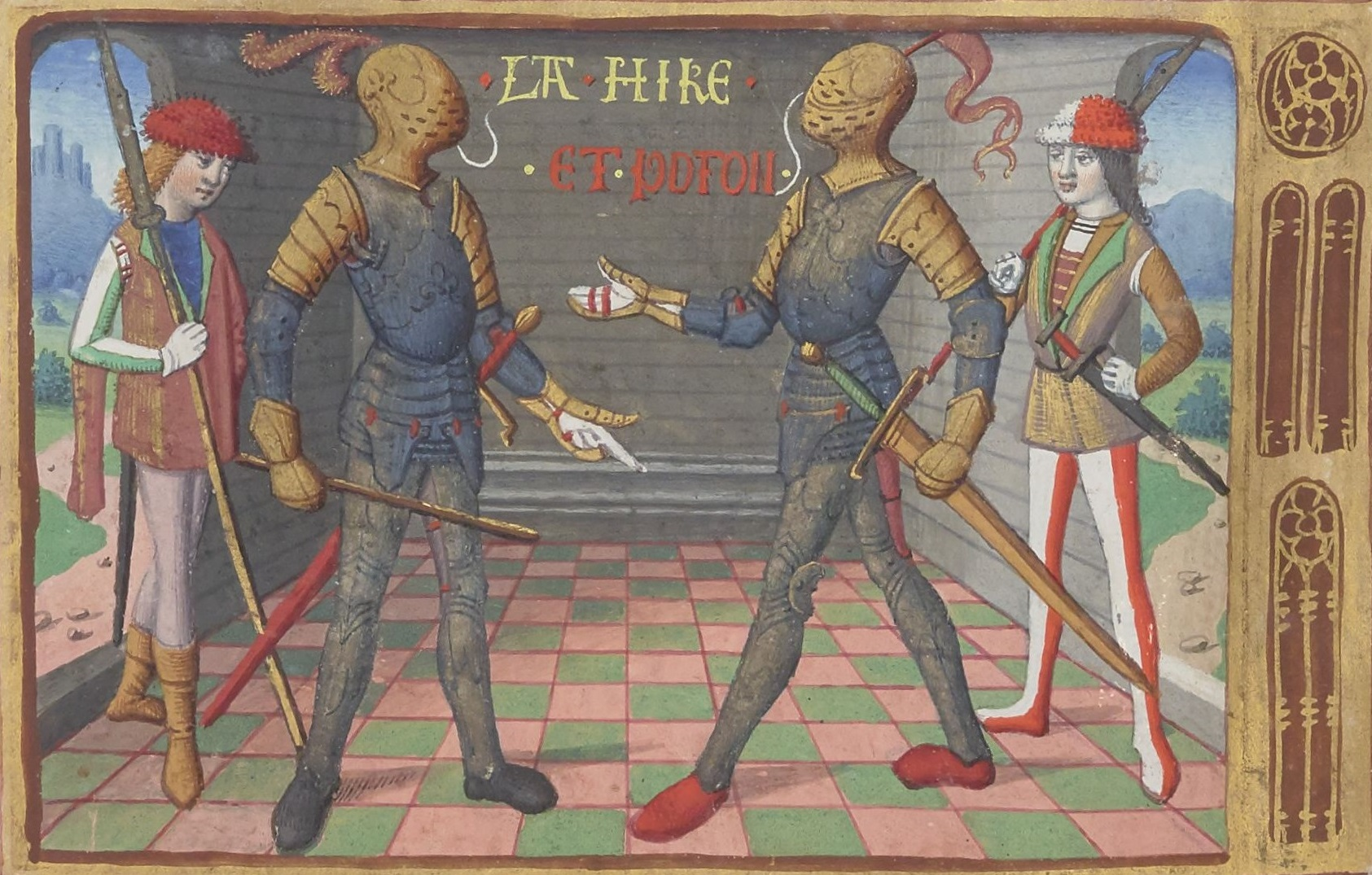
Étienne de Vignolles und Jean Poton de Xaintrailles (Buchmalerei aus dem Vigiles du roi Charles VII von Martial d'Auvergne, 15. Jahrhundert)

Wappen von Jean Poton de Xaintrailles

Jean Poton de Xaintrailles (* vermutlich 1390 oder 1400 in der Gascogne; † 7. Oktober 1461 in Bordeaux) war ein niederer Adliger aus der Gascogne und einer der Hauptleute von Jeanne d’Arc im Hundertjährigen Krieg. 
1424 diente Xaintrailles dem Herzog von Burgund Philipp III. als Söldner und ging später in den Dienst der französischen Streitkräfte König Karls VII. Er wurde königlicher Stallmeister, königlicher Vogt von Berry und Seneschall von Limousin. Er kämpfte in der Schlacht von Cravant (1423), der Schlacht von Verneuil (1424), der Schlacht von Jargeau (1429), der Schlacht von Meung-sur-Loire (1429), der Schlacht von Beaugency (1429), der Schlacht bei Patay (1429) und in der Belagerung von Orléans. Weiter begann Xaintrailles die Belagerung von Compiègne (18. Juni 1429). Auch war er einer der Anführer der Écorcheurs, eine Gruppe demobilisierter Söldner, die Frankreich zur Zeit Karls VII. verwüsteten.
In der Spätphase des Hundertjährigen Krieges war er aktiv und mit mittelmäßigem Erfolg an der Rückeroberung der Normandie (1435) und der Eroberung der Guyenne beteiligt. Oft diente er zusammen mit Étienne de Vignolles, besser als La Hire bekannt, mit dem er auch in die siegreiche Schlacht von Gerberoy (1435) zog. Als 1445 die neuen stehenden Heere aufgestellt wurden, wurde Xaintrailles zum Kommandanten einer der insgesamt zwölf Kompanien der neuen Armee ernannt. 1454 wurde er zum Marschall von Frankreich ernannt.
Xaintrailles starb am 7. Oktober 1461 in Bordeaux ohne Erben und stiftete sein Vermögen der Kirche. 